# Henryk Makower
Henryk Makower (ur. 10 lutego 1904 w Kaliszu, zm. 11 marca 1964 we Wrocławiu) – polski lekarz i badacz żydowskiego pochodzenia, profesor mikrobiologii Akademii Medycznej we Wrocławiu, kierownik Zakładu Wirusologii Instytutu Immunologii i Terapii Doświadczalnej.

## Życiorys

### Lata przedwojenne
Urodził się w Kaliszu w rodzinie żydowskiej z Kresów Wschodnich, jako syn Gedali i Dory z domu Lampert. Na weselu dziadków Makowera gościem była Eliza Orzeszkowa, która opisała to zdarzenie w powieści Eli Makower. Przez 2 lata studiował biologię na Uniwersytecie Wileńskim, następnie medycynę na Uniwersytecie Jagiellońskim w Krakowie, którą ukończył w 1929. Podczas studiów był asystentem w Zakładzie Fizjologii i Bakteriologii. W 1931 ukończył kurs bakteriologii i immunologii w Państwowym Zakładzie Higieny w Warszawie. Do wybuchu II wojny światowej pracował w Łodzi jako lekarz internista w szpitalach miejskich i w pogotowiu ratunkowym.

### II wojna światowa
Podczas II wojny światowej został przesiedlony do getta warszawskiego, gdzie przebywał od 1940 do 1943. Był tam ordynatorem oddziału zakaźnego w Szpitalu Dziecięcym im. Bersonów i Baumanów, brał udział w zwalczaniu epidemii tyfusu. Nawiązawszy współpracę z Ludwikiem Hirszfeldem, wykładał fizjologię dla medyków i farmaceutów na tajnym Wydziale Lekarskim w Getcie Warszawskim. Był także prywatnym lekarzem wielu pracowników Judenratu. Latem 1942, podczas wielkiej akcji deportacyjnej, wziął ślub z Emą Noemi Wigdorowicz (ur. 1912). W tym czasie została wywieziona jego matka, siostra z mężem i córką oraz brat z żoną.
24 stycznia 1943 wraz z żoną próbował (bez powodzenia) wydostać się z getta, a trzy dni później przejechali z grupą placówkarzy na stronę aryjską. Początkowo małżonkowie przebywali w mieszkaniu rodziny Paluchów, następnie zaś przez ponad 18 miesięcy ukrywali się w Miłośnie pod Warszawą, otoczeni opieką przez przyjaciół i doktora Emila Palucha. W sierpniu 1944 jako ochotnik wstąpił do Wojska Polskiego w Lublinie i w stopniu kapitana był ordynatorem oddziału chorób wewnętrznych i zakaźnych w szpitalu wojskowym, potem zaś kolejno w szpitalach w Otwocku i Gdańsku-Oliwie do końca 1945.

### Wrocław
W lutym 1946 na zaproszenie profesora Ludwika Hirszfelda objął stanowisko adiunkta w Zakładzie Mikrobiologii Uniwersytetu Wrocławskiego. W latach 1947 i 1957 jako stypendysta Fundacji Rockefellera wyjeżdżał do Stanów Zjednoczonych, gdzie studiował metody badań wirusologicznych. W latach 1946–1950 organizował kursy doszkalające dla lekarzy i farmaceutów, na których wykładał mikrobiologię, immunologię i naukę o antybiotykach. W 1950 habilitował się we Wrocławiu na podstawie pracy Badania nad hemaglutynacją wywoływaną przez wirusy grypy (Wrocław 1952). Już jako docent ukończył studia biologiczne na Uniwersytecie Wrocławskim, uzyskując tytuł magistra.

### Zakład Wirusologii Instytutu Immunologii i Terapii Doświadczalnej
W 1949 po powrocie z USA zorganizował pracownię wirusologiczną przy Zakładzie Mikrobiologii Lekarskiej. Pracownia stała się zaczątkiem Zakładu Wirusologii Instytutu Immunologii i Terapii Doświadczalnej. W 1954 został kierownikiem tegoż Zakładu i pełnił tę funkcję do swojej śmierci. Został profesorem nadzwyczajnym mikrobiologii Akademii Medycznej we Wrocławiu.
Zajmował się mikrobiologią, wirusologią, epidemiologią i etiologią chorób wirusowych, specjalnie grypy, obroną komórkową w zakażeniach wirusowych, myxowirusami, enterowirusami, bakteriofagami, hemaglutynacją, biologicznym ujęciem zjawisk odporności. Ogłosił ponad 100 publikacji, na przykład Świat wirusów. Popularnonaukową książkę Świat bakterii i monografię Grypa przetłumaczono na kilka języków. Należał do powołanej w 1958 komisji do spraw szczepienia żywą szczepionką poliomyeltis (polio, choroba Heinego-Medina). W latach 1959–1960 przebywał w Genewie jako ekspert od epidemiologii grypy Światowej Organizacji Zdrowia (WHO).
Zmarł we Wrocławiu. Pochowany na Cmentarzu św. Wawrzyńca we Wrocławiu. Pozostawił żonę profesor Noemi Makower-Wigdorowiczową, stomatologa, oraz dzieci: lekarza Józefa Jerzego i docenta psychologii Irenę Marię.

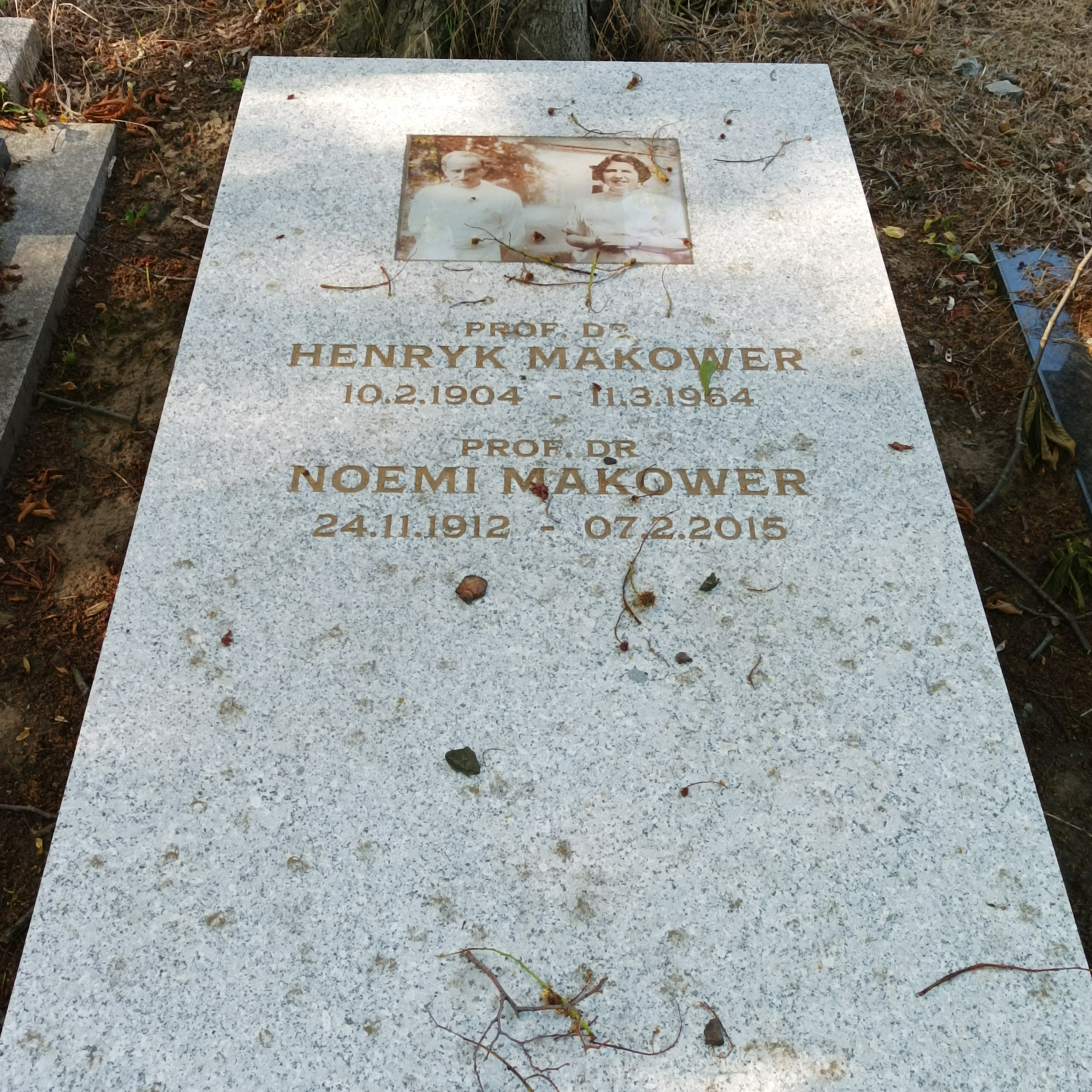
Grób Henryka i Noemi Makower na cmentarzu św. Wawrzyńca we Wrocławiu